# Lagenandra ovata
Lagenandra ovata là một loài thực vật có hoa trong họ Ráy (Araceae). Loài này được (L.) Thwaites mô tả khoa học đầu tiên năm 1864.